# Alois Topič
Alois Topič (3. března 1852 Přelouč – 10. června 1927 Nový Bydžov) byl český cestovatel, přírodovědec a lovec, působící v Austrálii.

## Život
Narodil se v Přelouči v rodině zahradníka a měšťana Václava Topiče. Vyučil se zahradníkem a do Austrálie odjel roku 1876 se svou ženou Aloisií. Zprvu pracoval v brisbaneské botanické zahradě, pak si založil vlastní hospodářství. Především však pozoroval a lovil australská zvířata a posílal je do Evropy, nejdříve pro pražského profesora zoologie Antonína Friče a poté ve velkém, jako předmět širokého obchodu se zoologickými exponáty. O svém působení v Austrálii po návratu napsal 49 stran zápisků, které pak posloužily spisovateli Jaromíru Johnovi jako podklad knihy Australská dobrodružství Aloise Topiče.